# Poecilia marcellinoi
Poecilia marcellinoi là một loài cá nước ngọt thuộc chi Poecilia trong họ Cá khổng tước. Loài này được mô tả lần đầu tiên vào năm 1995.

## Phân bố và môi trường sống
P. marcellinoi chỉ được tìm thấy tại hệ thống hồ Ilopango thuộc El Salvador.

## Mô tả
Mẫu vật lớn nhất của P. marcellinoi có chiều dài cơ thể được ghi nhận là 6,3 cm.